# Bonzac
Bonzac is een gemeente in het Franse departement Gironde (regio Nouvelle-Aquitaine) en telt 665 inwoners (2004). De plaats maakt deel uit van het arrondissement Libourne.

## Geografie
De oppervlakte van Bonzac bedraagt 7,4 km², de bevolkingsdichtheid is 89,9 inwoners per km².
De onderstaande kaart toont de ligging van Bonzac met de belangrijkste infrastructuur en aangrenzende gemeenten.

## Demografie
Onderstaande figuur toont het verloop van het inwonertal (bron: INSEE-tellingen).